# Trichosea androdes
Trichosea androdes är en fjärilsart som beskrevs av Louis Beethoven Prout 1924. Trichosea androdes ingår i släktet Trichosea och familjen Pantheidae. Inga underarter finns listade i Catalogue of Life.